# Quercus phellos
Quercus phellos (roure roig americà de fulla de salze) és una espècie de roure caducifoli que pertany a la família de les fagàcies. Està dins de la secció dels roures vermells.

## Distribució
És nativa de l'est d'Amèrica del Nord, des del sud de Nova York (Long Island) cap al sud fins al nord de Florida, al sud i l'oest d'Illinois i l'est de Texas. Creix de forma habitual en les terres baixes de les planes d'inundació, sovint al llarg de les rieres, però rares vegades també a les terres altes amb mal drenatge, fins a 400 m d'altitud.

## Descripció
El roure roig americà de fulla de salze és un arbre de mitjana grandària que creix fins a 20-30 m d'alçada (excepcionalment 39 m), amb un tronc de fins a 1-1,5 m de diàmetre (excepcionalment 2 m). Es distingeix de la majoria dels altres roures per les seves fulles, que tenen la forma de fulles de salze, entre 5 a 12 cm de llarg i entre 1 a 2,5 cm d'ample, amb un marge sencer, de color verd brillant per sobre, més pàl·lid per sota, en general sense pèl suau però de vegades per sota. El fruit és una gla, de 8 a 12 mm de llarg, i gairebé tan ample com llarg, amb una cúpula poc profunda. És un dels productors de glans més prolífics i, per tant, és un arbre important que dona aliment als esquirols, ocells i altres animals de bosc. L'arbre comença la producció de gla al voltant dels 15 anys, abans del que moltes espècies de roure.
Els roures roigs americans de fulla de salze poden créixer (el creixement en alçada de fins a 60 cm per any) moderadament ràpid, i tendeixen a tenir les capçades còniques a oblongues quan són joves, completant i guanyant circumferència quan són madurs (és a dir, més de 50 anys).

## Cultiu i usos
Els usos econòmics són principalment com un arbre ornamental i la fusta per a la producció de polpa i paper, però també per a la fusta, sinó que sovint es comercialitzen com a fusta de "roure vermell".
El roure roig americà de fulla de salze és un dels arbres més populars per a l'horticultura de sembra, pel seu ràpid creixement, resistència, equilibri entre el predomini axial i radial, la capacitat de suportar el sol i l'ombra, el color verd pàl·lid de la fulla i la corona completa. Tot i haver plantat massivament al sud dels EUA (com a Washington, DC i Atlanta) al voltant dels centres comercials, al llarg de les carreteres, etc., l'arbre tendeix a créixer més que els planificadors esperen, i sovint comporta l'aparició de voreres esquerdades. Una solució interessant que es va tractar al DC és l'ús de voreres de 'goma', fetes de pneumàtics reciclats.